# Sheraton International Business Center
Les Sheraton International Business Center tower 1 et 2 sont tours jumelles de 218 mètres construites en 2012 à Chongqing en Chine. Les deux gratte-ciel abritent un hôtel Sheraton.